# Paro körzet
Paro  egyike Bhután 20 körzetének. A fővárosa Paro.

## Földrajz
Az ország nyugati részén található.

## Gewog-ok
- Doga Gewog
- Dopshari Gewog
- Doteng Gewog
- Hungrel Gewog
- Lamgong Gewog
- Lungnyi Gewog
- Naja Gewog
- Shapa Gewog
- Tsento Gewog
- Wangchang Gewog

## Látnivalók

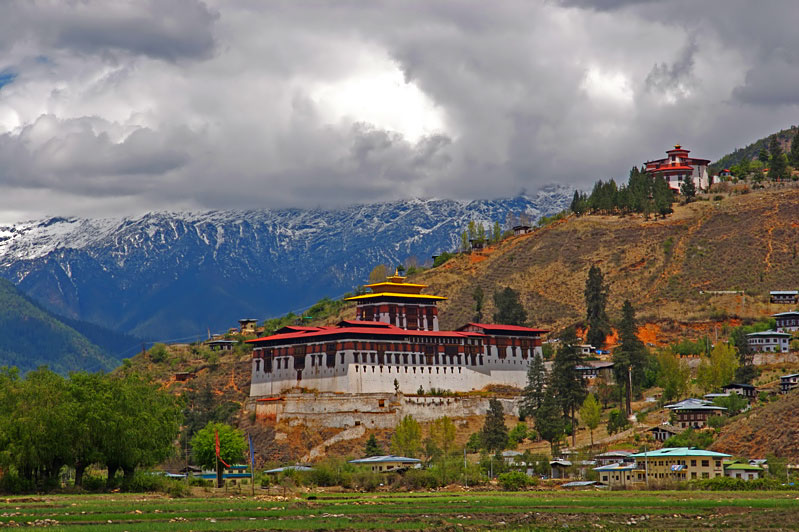
Dzong

- Taktshang
- Kyichu Lhakhang
- Drukgyel Dzong
- Bhutáni Nemzeti Múzeum